# Сновская тысяча

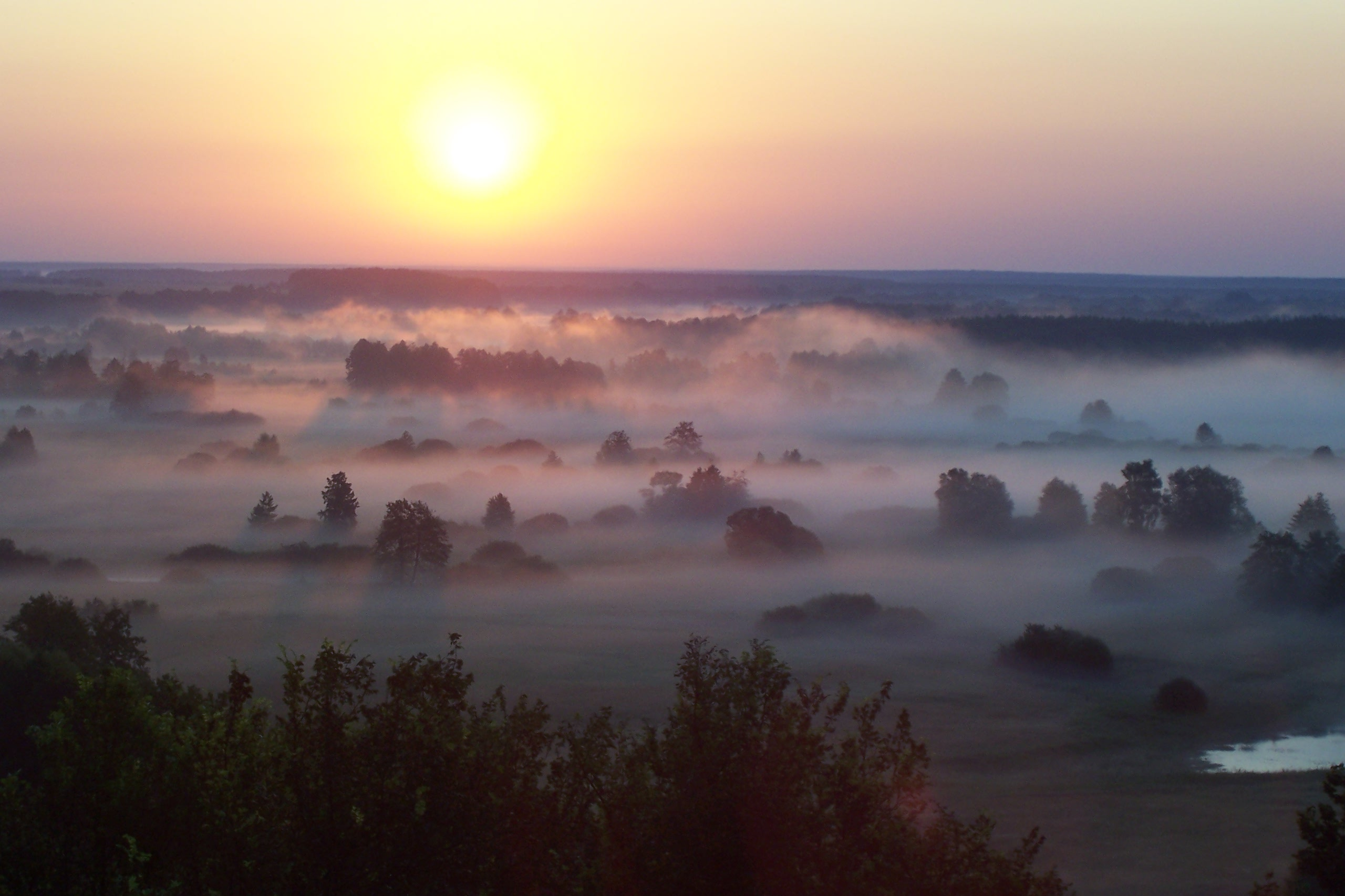
Пейзаж в районе расположения древнерусского города Сновска

Сновская тысяча — административно-территориальная единица (волость) Черниговского княжества XI—XII веков, включавшая Сновск (в настоящее время городище на территории поселка городского типа Седнев Черниговского района Черниговской области) и другие города.

## История и география
Сновск впервые упоминается в 1069 году, когда Святослав Ярославич черниговский нанёс поражение половцам, взял в плен хана Шарукана и остановил их продвижение.
В середине XII века (40-50-е годы) в летописных известиях наблюдается чёткое отделение Сновской тысячи от собственно Чернигова с городами севернее (в частности Любечем, где находилась вся жизнь Ольговичей) и северо-восточнее (в частности Вщижом), а также Курска с Посемьем. При этом одни и те же князья упоминаются в качестве правителей Сновской тысячи, Стародуба-Северского (впервые упоминается в 1096 году) и Новгорода-Северского, что позволило историкам сделать вывод о том, что до разделения Сновской тысячи в 1164 году Святославом Всеволодовичем она включала по крайней мере Стародуб. Относительно Новгорода-Северского историки расходятся во мнениях. Если А. Н. Насонов положительно отвечает на вопрос о первоначальном вхождении Новгорода-Северского в состав Сновской тысячи (раскопки показали, что Сновск был древнее Новгорода-Северского), то А. К. Зайцев говорит о недостаточности сведений для окончательного вывода.
В 1164 году, после смерти в Чернигове Святослава Ольговича, его сын Олег ушёл в Новгород-Северский, уступив Чернигов старшему двоюродному брату Святославу Всеволодовичу. Когда в 1166 году умер последний представитель ветви Давыдовичей Святослав Владимирович вщижский, через которого в период черниговского княжения Святослава Ольговича Изяслав Давыдович (киевский князь 1155—1161 с перерывами) держал основные земли Черниговского княжества, то лепшая волость (под которой историки подразумевают Стародуб) отошла брату Святослава Всеволодовича Ярославу. Этим решением был недоволен Олег северский, причём его поддержали смоленские и волынские князья, требовавшие у Святослава наделить Олега вправду, в чём А. Н. Насонов видит очередное свидетельство того, что Стародуб и Новгород-Северский были единой волостью.
К 1203 году в связи с разгромом Киева смолянами и черниговцами летописец сообщает, что сын Ярослава Всеволодовича Ростислав отвёл пленного Мстислава Владимировича в Сновск, из чего Л. В. Войтович в своей реконструкции делает вывод о том, что потомки Ярослава Всеволодовича осели в Сновске, при этом Стародуб, по его предположению, перешёл к потомству Святослава Всеволодовича (конкретно к Олегу-Константину, которого он считает старшим, хотя Р. В. Зотов считал старшим Владимира) уже с 1190 года.